# 坑口站 (台灣)
25°05′11″N 121°15′59″E / 25.08639°N 121.26639°E
坑口站位於台灣桃園市蘆竹區，為桃園捷運機場線的捷運車站。本站未來將與綠線及桃園蘆竹觀音線交會，屆時將成為桃園捷運第一個同系統轉乘站。

## 車站概要
車站位於坑口里附近，南山路山鼻橋南側，車站編號的部分，機場線為A11，綠線為G15b。

## 車站構造
機場線為高架車站，設有島式月台2座，站體長約108.0公尺，寬約35.8公尺，設有1處出入口，1座無障礙電梯，預留貨運園區支線軌道。綠線則預定設高架3層車站，島式月台，並自月台尾端設置連通道銜接機場線穿堂層。

### 車站樓層
| 地上 二樓 | ①號月台            | 蘆竹機廠軌道                                                                                                 |
| 地上 二樓 | 島式月台，右側開門 | |
| 地上 二樓 | ②號月台            | ← 機場線普通車 往老街溪方向（機場第一航廈站） ← 機場線直達車 不停靠本站                                      |
| 地上 二樓 | ③號月台            | 機場線直達車 不停靠本站→ 機場線普通車 往台北方向（山鼻站）→                                                  |
| 地上 二樓 | 島式月台，右側開門 | |
| 地上 二樓 | ④號月台            | 蘆竹機廠軌道                                                                                                 |
| 地面      | 大廳 穿堂層        | 出入口、車站大廳、詢問處、自動售票機、驗票閘門、遺失物處理中心（2023年5月29日起） 洗手間（站體北側付費區內） |

### 車站出口
| 出入口                             | 圖片                 | 位置         |
| ---------------------------------- | -------------------- | ------------ |
| 單一出入口 · 設有電梯 · 設有手扶梯 | 本站僅此單一車站出口 | 坑菓路西南面 |
| 註： 設有電梯 \| 設有手扶梯        |                      |              |

## 歷史
中正機場捷運計畫中，原預計站名為鐵路支線，因與林口線交叉。政府收回自辦後調整站址500米，桃園縣政府則於2008年9月公佈坑口為正式名稱。
- 2017年3月2日，隨著機場線臺北車站—環北正式通車而啟用[1]。

### 預定時程
- 2026年：綠線展演中心－坑口啟用

## 利用狀況
| 年   | 1日平均 | 1日平均 | 1日平均 |
| 年   | 上車    | 來源    |         |
| ---- | ------- | ------- | ------- |
| 2017 | 563     | [ 2 ]   |         |
| 2018 | 645     | [ 2 ]   |         |

## 車站周邊
- 蘆竹機廠
- 桃園市公共自行車租賃系統 捷運坑口站(A11)

## 公車資訊
| 編號  | 經營業者 | 區間                   | 備註                         |
| ----- | -------- | ---------------------- | ---------------------------- |
| 5015  | 桃園客運 | 桃園－南崁－大園       |                              |
| 5017  | 桃園客運 | 中壢－楊厝－竹圍       |                              |
| 5019  | 桃園客運 | 桃園－蘆竹－沙崙       |                              |
| 5022A | 桃園客運 | 桃園－南崁－竹圍       | 原5022部分班次繞駛捷運坑口站 |
| GR    | 桃園客運 | 桃園後站－捷運坑口站   | 桃園捷運綠線先導公車         |
| L309  | 桃園客運 | 蘆竹區公所－蘆竹區公所 | 藍海線                       |

## 外部連結
- 桃園捷運 坑口站（页面存档备份，存于）（繁體中文）
- 桃園大眾捷運股份有限公司->乘車指南->路網圖（繁體中文）